# Odyssée (roman)
Pour les articles homonymes, voir Odyssée (homonymie).
Odyssée (titre original : Trojan Odyssey) est un roman policier américain de Clive Cussler paru en 2003.

## Résumé
La National Underwater and Marine Agency (NUMA) organise des recherches sur l'origine et la nature de boues rouges extrêmement toxiques qui empoisonnent  la flore et la faune des différentes Caraïbes, avant de menacer le territoire des USA, la Floride.
Les deux plongeurs, enfants de  Dirk Pitt, Summer et X, sont en immersion dans un petit laboratoire sous-marin relativement autonome, fixé au sol. Presque au dernier moment, en solitaire, sans avoir averti son frère, Summer découvre un objet lourd qu'elle ramène au laboratoire. À leur ravitaillement, elle remet l'objet grossièrement nettoyé à son supérieur pour transmission au Central pour expertise. Il s'agirait d'un chaudron celte vieux de 3000 ans.
Au même moment, se forme un cyclone extrêmement violent et rapide, qui se dirige sur la zone de travail, et sur l'emplacement d'un palace flottant mobile d'une dizaine d'étages, amarré solidement, et accueillant près de 1000 résidents. Le cyclone atteint vite des records : 250, 300, "50, 400, 450 km/h. Une Américaine, de son laboratoire, informe la direction de l'hôtel, qui ne prend pas au sérieux l'alerte.

## Personnages
- Dirk Pitt

## Lieux de l'histoire
- Nicaragua, lac de Nicaragua, Managua, un volcan, des tunnels.
- Costa-Rica.
- Guadeloupe, une petite île renommée du nom d'une divinité celte.
- États-Unis, Washington, divers laboratoires, résidences, institutions.